# 伊十楽
伊十楽（いそら、1月29日 - ）は、日本の漫画家。

## 作品リスト

### 連載
- 天啓のアリマリア（原作：作元健司、『週刊少年マガジン』2014年27号[2] - 39号、単行本全2巻）- 作画担当。
- 毒頭[3]（『別冊少年マガジン』2016年10月号[4] - 2017年6月号[5]、単行本全2巻）